# Адо Екити
Адо Екити е град, административен център на щата Екити, югозападна Нигерия.

## Население
Населението през 2006 г. е 308 621 души. Хората в Адо Екити са предимно от субетническата група екити на народите Йоруба и Едо.

## Образование и икономика
В Адо Екити има държавен университет – Университетът на Адо Екити, частен университет – Университет Афе Бабалола, политехнически университет, Федерален университет Ойе, частен политехнически университет.
В Адо Екити има местни телевизионни и радиостанции. 
В Адо Екити работят различни търговски предприятия. Градът е търговски център за земеделски регион, където се отглеждат ямс, маниока, зърно, тютюн и памук. 

## Традиционен лидер
Настоящият Еви или владетел на Адо Екити е Руфус Аладесанми III, който наследява Самюъл Адейеми Джордж-Аделабу I през 1990 г.

## Галерия
- Църквата „Вси Светии“
- Айоба fm
- Основен здравен център
- Централна банка на Нигерия
- Добра дошли на табелата за влизане в Адо Екити
- Катедралната църква на Еманюел